# Музеї Верховинського району

## Верховинський район
| Назва                                                                         | Місцезнаходження                                              | Дата заснування       | Короткий опис | Зображення                                         |
| ----------------------------------------------------------------------------- | ------------------------------------------------------------- | --------------------- | --- | -------------------------------------------------- |
| Музей "Дідова Аптека"                                                         | село Криворівня біля Франкової Криниці                        | 1 листопада 2017 року | «Дідова Аптека» — новий музей, яким збагатилося відоме гуцульське село Криворівня. Гості нашого краю, відвідавши цей музей зможуть побачити велику кількість, цілющих трав, плодів, коріння та настоянок якими діди-прадіди запобігали різним захворюванням та лікувалися ними. Також ви почуєте історії про приготування лікувальних мазей за народними методами, та їхнє застосування. Найбільш інтригуючою є третя музейна кімната, де знаходиться більше 20-ти видів цілющих настоянок, із загадковими гуцульськими назвам. Окрім почутого і побаченого, Вам запропонується дегустація цілющих чаїв та настоянок у лікувальних цілях. |                                                    |
| Музей гуцульського побуту, етнографії та музичних інструментів Романа Кумлика | Верховина, вул. І. Франка, 35                                 | поч. 2000-х років     | Приватний музей Романа Кумлика міститься у його власному будинку і організований на початку 2000-х років. Матеріали збиралися протягом тридцяти років — предмети побуту, давній гуцульський одяг, знаряддя праці, грошові знаки різних часів та багато іншого, що дає уявлення про життя гуцулів. Предметом особливої гордості господаря є колекція музичних інструментів. |                                                    |
| Хата-музей кінофільму «Тіні забутих предків»                                  | Верховина, присілок Глифа                                     | У 2000 році.          | Основні напрями діяльності: перегляд стрічки та ознайомлення з історією знімання кінофільму «Тіні забутих предків». В музеї діють такі експозиції: з життя та творчості видатних людей; з побуту та етнографії; з історико-архітектурної спадщини. У цьому будинку під час зйомок кінофільму жив режисер фільму Сергій Параджанов. | Хата-музей кінофільму «Тіні забутих предків»       |
| Регіональний історико-краєзнавчий музей Гуцульщини                            | Верховина, вул. І. Франка, 5                                  | У 1938 році           | Основні напрями музею: поповнення фондів; науково-видавнича та екскурсійно-пошукова діяльність. Профіль музею: краєзнавчий. | Регіональний історико-краєзнавчий музей Гуцульщини |
| Музей Петра Шекерика-Доникового                                               | Верховина                                                     | У 2019 році           | Музей пам'яті українського гуцульського громадського і політичного діяча, етнографа, письменника, учасника визвольних змагань Петра Шекерика-Дониківа. Облаштований в хаті, де він колись проживав. До музейної колекції належать старі фотографії, архівні документи, листи Петра Шекерика-Дониківа. |                                                    |
| Музей Михайла Грушевського                                                    | Криворівня                                                    |                       | Музей-садиба знаходиться на присілку, де ще до початку Першої світової війни мав свою віллу Михайло Грушевський. Вілла не збереглася — згоріла в 1917 році. У 2003 році будинок був відтворений. У музеї представлено біографічні документи та світлини Михайла Грушевського, етнографічну збірку, предмети побуту початку ХХ століття. |                                                    |
| Літературно-меморіальний музей Івана Франка                                   | Криворівня присілок Москалівка                                | У 1960 році           | Музей розміщений у колишньому будинку Василя Якіб'юка, в якому з 1906 по 1914 рік часто перебував Іван Франко. Експозиція музею розташована в п'яти кімнатах. У музеї зберігаються меморіальні речі, якими користувався Франко. |                                                    |
| Музей села Криворівня                                                         | Криворівня, Криворівнянська середня школа ім. М. Грушевського | У 1965 році.          | Основний профіль: історичний та краєзнавчий. Історія гуцульського села, життя та побут жителів Гуцульщини — основні напрями діяльності музею. Фонди музею налічують понад 100 експонатів. |                                                    |
| Музей гуцульської вишивки                                                     | с. Зелене Підугорське                                         | У 2006 році.          | Тут можна оглянути картини, дізнатись як саме створюється гуцульська вишивка. В музеї діють експозиції з побуту та етнографії. |                                                    |
| Музей «Хата-ґражда» гуцульської господарки                                    | Криворівня, присілок Заріччя                                  |                       | Історико-архітектурна пам'ятка. У земельно-податкових книгах записи про цю хату від 1858 року. У кінці XIX — початку ХХ століть тут проживали Палій і Параска Харуки. Часто до Харуків приходили Іван Франко, Михайло Коцюбинський, Володимир Гнатюк, які відпочивали у Криворівні та збирали етнографічні матеріали. У 1964 році хату-ѓражду було використано під час зйомок кінофільму «Тіні забутих предків». У 1993 році споруду відреставрували і через рік у музеї експонувалися виставки: фотовиставка Ліди Сухі з Рочестера «Криворівня очима закордонних гостей», фотовиставка Василя Кобилюка «В об'єктиві Верховинщина», виставка картин з фондів музею «Мистецтво прекрасне і вічне». |                                                    |
| Народний музей Гуцульського театру Г. М. Хоткевича                            | Красноїлля                                                    | У 1987 році           | Музей роташований в будинку, де в 1908–1912 роки працював з першим Гуцульським театром український письменник і громадський діяч Гнат Мартинович Хоткевич. |                                                    |
| Меморіальна кімната Онуфрія Манчука                                           | Красник, вул. І. Франка, 37                                   | У 1998 році.          | Основні напрями діяльності музею: збір старовинних матеріалів; вивчення етнографії рідного краю; пошуково-краєзнавча робота. В музеї діють такі експозиції: з життя та творчості видатних людей; з побуту та етнографії. |                                                    |
| Музей-школа імені Теофіла Кисілевського                                       | Ільці, присілок Центр                                         | У 2000 році.          | Основні напрями діяльності музею: пропаганда історико-культурної спадщини та збереження історико-культурних цінностей. Профіль музею: історичний, краєзнавчий. Музей організовує виставки, експозиції, надає консультації, та екскурсійну діяльність. |                                                    |
| Музей «Гуцульщина»                                                            | Яблуниця, Будинок культури                                    |                       | Розміщений музей в трьох кімнатах на другому поверсі. В першій кімнаті розміщені експозиційні куточки: Історія і нарід Гуцульщини, Друга світова війна, Ще наша славна і гірка доля, Люби і знай свій рідний край, Дружба між музеєм та студентами інституту архітектури міста Лодзь (Польща). В другій кімнаті знаходяться предмети побуту домашнього вжитку, інструменти столярні, різні верстати для виготовлення одягу лляного та вовняного походження, мініатюрні: хата-ѓражда, колиба, давня хатинка проста, домашні каплички, куточок народної кіностудії «Полонина». Третя кімната відображає інтер'єр гуцульської обителі з різним одягом, предметами кухні, давні столи, скриню, музичні інструменти, старовинні ікони та багато інших предметів, невеличка бібліотека давньої та сучасної літератури. |                                                    |
| Музей гуцульського побуту та мистецтва «У трембітаря»                         | вул. Шевченка, прис. Швейково, смт. Верховина                 |                       | Музей про походження гуцулів, їх життя, побут, обряди, традиції, заграють та проведуть майстер клас на різних музичних інструментах. |                                                    |
| Музей історії села Голови та Гуцульського повстання                           | с.Голови                                                      |                       | |                                                    |
| Музей гуцульської магії                                                       | Верховина вул. Жаб'євський Потік, 33-а                        |                       | У музеї представлено речі, якими користувалися маги-мольфарі, експонати про давнє гуцульське знахарство і чари. У музеї можна ознайомитися з практикою двох найсильніших мольфарів — Андрія Атаманюка (Ґоя) та Михайла Нечая.. Музей працює на території однієї із приватних садиб. Ініціатор створення музею Микола Данилюк. |                                                    |